# Geoffrey Colin Shephard
Geoffrey Colin Shephard (* 16. August 1927; † 3. August 2016 in Norwich) war ein britischer Mathematiker, der sich mit konvexer Geometrie befasste (Polytope, Reflexionsgruppen, Parkettierungen).
Shephard studierte Mathematik in Cambridge (B.A. 1948) und wurde 1954 bei John Arthur Todd an der Universität Cambridge (Queen`s College) promoviert (Regular complex polytopes). Er war an der University of Birmingham und ab 1967 Professor an der University of East Anglia, an der er 1984 emeritiert wurde. Danach unterrichtete er noch drei Jahre als Professoral Fellow.
Er untersuchte in seiner Dissertation komplexe Polytope und klassifizierte mit Todd Reflexionsgruppen im Komplexen. Mit Branko Grünbaum schrieb er ein Standardwerk über Parkettierungen. Er legte darin wie auch in anderen Schriften Wert auf allgemeine Verständlichkeit und stiftete selbst einen Preis der London Mathematical Society für Beiträge zur Mathematik mit stark intuitiver Komponente, die auch Nicht-Spezialisten vermittelbar sind.
Nach ihm, Todd (und manchmal auch Claude Chevalley) ist der Satz von Chevalley-Shephard-Todd benannt. Er betrifft die Struktur des Invariantenrings einer endlichen Gruppe, die auf einem endlich dimensionalen Vektorraum V (definiert über einem Körper K) operiert. Nach dem Satz ist sie ein Polynomring dann und nur dann, wenn sie durch Pseudoreflexionen erzeugt wird. Pseudoreflexionen lassen einen Unterraum der Kodimension 1 von V invariant und sind nicht gleich der Identität.
Ein von ihm 1964 aufgestelltes und nach ihm benanntes Problem wurde 1967 unabhängig durch Rolf Schneider (siehe dort) und den US-Amerikaner Clinton Myers Petty gelöst.
Ein weiteres Problem von Shephard (1975) betrifft Polyeder-Netze. Hat jedes konvexe Polytop ein solches Netz? Das Problem ist offen und wird auch als Dürer-Vermutung bezeichnet. Für nicht-konvexe Polyeder in drei Dimensionen ist die Vermutung falsch.

## Schriften
- Vector spaces of finite dimension, Oliver and Boyd/Interscience 1966
- mit Peter McMullen: Convex Polytopes and the Upper Bound Conjecture, London Mathematical Society Lecture Notes 3, Cambridge University Press 1971
- mit Branko Grünbaum: Tilings and Patterns, Freeman, San Francisco 1987
- mit Branko Grünbaum: Lectures on Lost Mathematics: Reissued for the Special Session on Rigidity at the 760. Meeting of the American Mathematical Society (Syracuse University), American Mathematical Society 1978
- mit Branko Grünbaum: Tilings with congruent tiles. Bulletin AMS, 1980.

Er leistete wie auch Victor Klee und Micha Perles Beiträge zur zweiten Auflage (Interscience 1967) des Standardwerks von Branko Grünbaum Convex Polytopes.